# موسيقى جزيرة القيامة

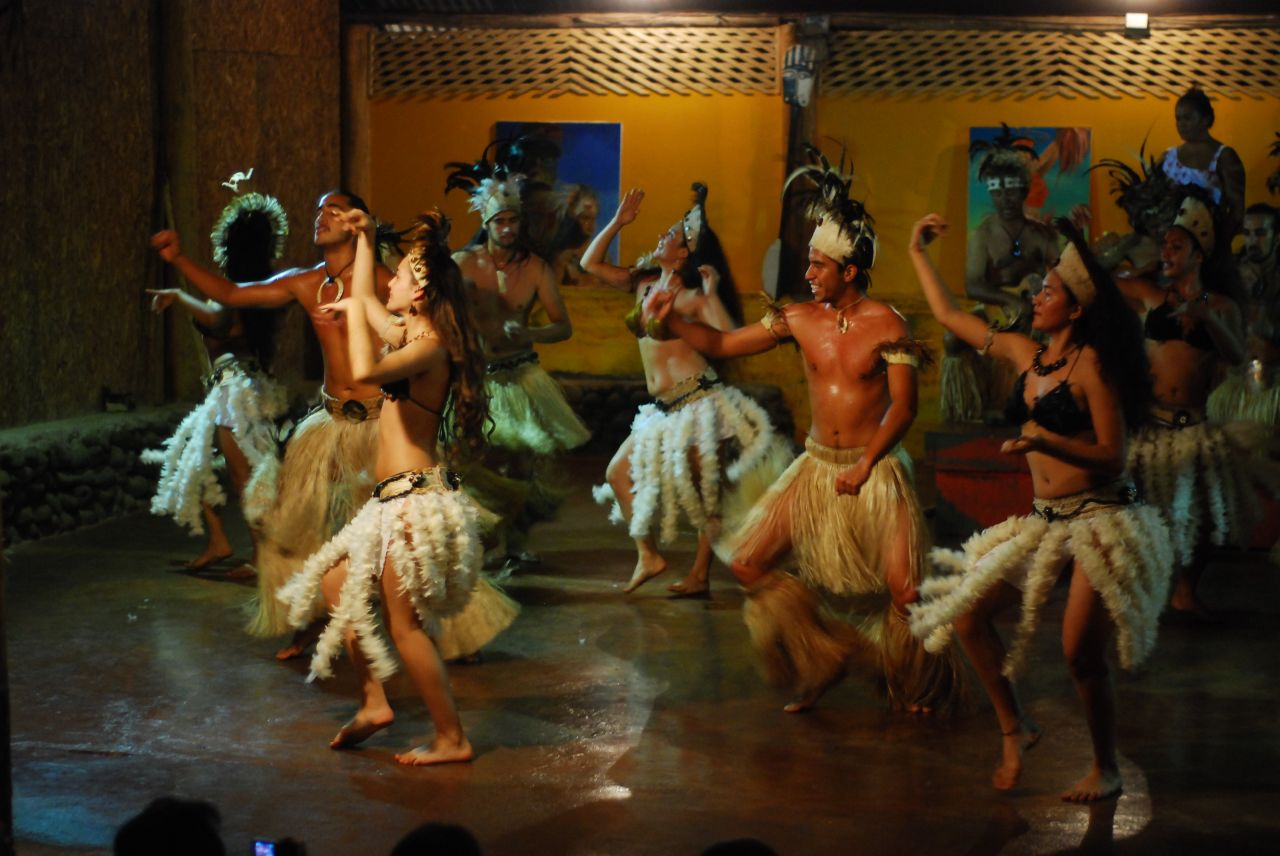
رقصة موسيقيَّة تقليديَّة فؤ راپا نوي (جزيرة القيامة)

افتتحت عازفة البيانو ماهاني تيافه أول مدرسة لتعليم الموسيقى على جزيرة القيامة في عام 2012. تُعلِّم هذه المدرسة العزف على البيانو والتشيلو والأكلال والكمان.

## وصلات خارجية
- موسيقى جزيرة القيامة
- جزيرة القيامة
- عينة صوتيَّة حقيقيَّة لموسيقى جزيرة القيامة نسخة محفوظة 17 أكتوبر 2012 على موقع واي باك مشين.